# James Purnell
James Mark Dakin Purnell (né le 2 mars 1970) est un dirigeant de la radiodiffusion britannique et ancien homme politique du parti travailliste qui est député de Stalybridge et Hyde de 2001 à 2010, Secrétaire d'État au Travail et aux Retraites et Secrétaire d'État au Numérique, à la Culture, aux Médias et au Sport du gouvernement Brown de 2007 à 2009. Fin septembre 2016, il est nommé directeur de la radio de la BBC et prend ses fonctions en octobre de la même année, en plus de son autre poste de directeur de la stratégie et du numérique de la BBC, poste qu'il occupe depuis mars 2013 .

## Jeunesse
Purnell est né dans la ville de Londres et fait l'essentiel de ses études en France avant de retourner étudier pour ses A Levels à la Royal Grammar School de Guildford, puis étudier la Philosophie, politique et économie au Balliol College d'Oxford. Pendant ses études, il travaille pendant les vacances d'été en tant que chercheur pour Tony Blair entre 1989 et 1992. Après avoir obtenu un diplôme de première classe de l'Université d'Oxford, il travaille comme chercheur à l' institute for Public Policy Research avant de rejoindre la BBC pour en devenir le responsable de la planification d'entreprise. 
Entre mai 1994 et octobre 1995, il est conseiller travailliste à Islington, représentant le quartier Canonbury Est. En 1997, Purnell est conseiller spécial  au numéro 10, demeurant en poste jusqu'en 2001. Il est également consultant chez Hydra Associates, membre du conseil d'administration du Young Vic Theatre, du Royal National Theatre et du British Film Institute, et conseiller principal du Boston Consulting Group. 

## Carrière politique
Purnell est choisi comme candidat travailliste pour le siège de Stalybridge et Hyde en 2001, et remporte le siège aux élections générales de cette année avec une majorité de 8 859 voix. Alors qu'il est député travailliste, il est membre du comité spécial sur le travail et les pensions de la Chambre des communes de 2001 à 2003, président du groupe multipartite sur le capital-investissement et le capital-risque entre 2002 et 2003, et président des Amis travaillistes d'Israël de 2002 à 2004 . 

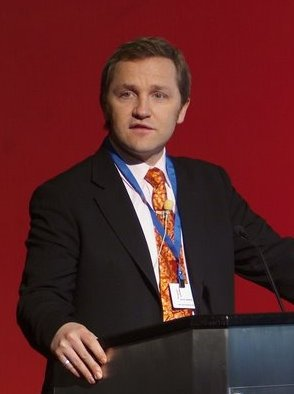
Purnell à la conférence sur la gouvernance progressive du Policy Network 2009

En 2003, Purnell est Secrétaire parlementaire privé (SPP) de Ruth Kelly au Cabinet Office, et en décembre 2004, il rejoint le gouvernement en tant que whip dans le remaniement gouvernemental à la suite de la démission de David Blunkett. 
Après le retour du parti travailliste au pouvoir aux élections générales de 2005, il est nommé sous-secrétaire d'État parlementaire aux industries créatives et au tourisme au ministère de la Culture, des Médias et des Sports, où il est chargé de préparer la législation qui libéralise les lois sur les licences d'alcool en Angleterre et au Pays de Galles et créé des allégements fiscaux pour l'industrie cinématographique. En mai 2006, il est promu au poste de Ministre d'État aux Pensions au ministère du Travail et des Pensions, en remplacement de Stephen Timms.   
En juin 2007, Purnell entre au Cabinet en tant que secrétaire d'État à la culture, aux médias et aux sports et est son plus jeune membre. Il est promu Secrétaire d'État au Travail et aux Retraites après la démission de Peter Hain le 24 janvier 2008. 
Purnell est l'un des nombreux députés impliqués dans des difficultés politiques à la suite des révélations du scandale des dépenses de 2009. Il a déclaré aux autorités parlementaires que sa résidence principale était à Manchester et a demandé l'allocation de «résidence secondaire» pour son appartement à Londres. En octobre 2004, il a vendu son appartement à Londres, mais a déclaré à HM Revenue and Customs qu'il s'agissait de sa «résidence principale» et non de sa «résidence secondaire»,.
Le 4 juin 2009, Purnell annonce sa démission du Cabinet et appelle Gordon Brown à démissionner de son poste de Premier ministre. Sa démission est intervenue quelques jours seulement après la démission de la ministre de l'Intérieur Jacqui Smith, dont les dépenses avaient fait l'objet de commentaires négatifs, et de la secrétaire aux Communautés Hazel Blears, qui avait également évité de payer l'impôt sur les plus-values sur sa propriété. 
La nouvelle est arrivée quelques minutes seulement après la clôture des scrutins lors des élections locales et européennes, au cours desquelles les travaillistes ont été battus. 

## Carrière post-parlementaire
Le 19 février 2010, Purnell annonce qu'il ne se représente pas comme député aux élections générales . 
Après avoir quitté le Parlement, Purnell devient le président de l'Institute for Public Policy Research. Envisagé comme candidat travailliste pour devenir maire de Londres, mais il a renoncé . Il soutient David Miliband lors de l'élection à la direction du parti travailliste de 2010 et travaille pour sa campagne, bien qu'il se soit vu proposer le poste de chef de cabinet du nouveau chef du parti travailliste, Ed Miliband, il refuse. 
Purnell est lié au mouvement ouvrier bleu au sein du parti travailliste  et en avril 2011, il est nommé par le Boston Consulting Group en tant que conseiller spécial de leur groupe du secteur public . En juillet 2011, il est apparu sur Newsnight avec des propositions de réformes sociales, dans le cadre de son implication dans Blue Labour. Il appelle à une assurance salariale nationale, une garantie d'emploi et des services de garde universels gratuits, mais a également déclaré que les «cadeaux» tels que l' allocation de carburant d'hiver et les laissez-passer de bus gratuits ne devraient pas devenir sacrés. Il n'a pas exclu de revenir au Parlement en 2015, mais a déclaré son soutien à Ed Miliband et à ses dirigeants. 
En février 2013, Purnell quitte l'IPPR pour rejoindre la BBC en tant que directeur de la stratégie, avec un salaire de 295 000 £; et prend son poste le 20 mars . En tant qu'employé senior de la BBC, il a dû démissionner de son appartenance au Parti travailliste.   
Fin septembre 2016, Purnell est nommé directeur de la radio et de l'éducation de la BBC, succédant à Helen Boaden . Il prend ses nouvelles fonctions fin octobre . 